# Балымеры
Балымеры — село в Спасском районе Татарстана. Входит в состав Полянского сельского поселения.

## География
Находится в юго-западной части Татарстана на расстоянии приблизительно 12 км по прямой на юг-юго-запад по прямой от районного центра города Болгар на берегу Куйбышевского водохранилища.

## История
Русские поселились здесь во второй половине XVII века. Село принадлежало князям Баратаевым.

## Население
Постоянных жителей было: в 1782 году — 47 душ мужского пола, в 1859 — 539, в 1897 — 890, в 1908 — 1085, в 1920 — 1690, в 1926 — 1379, в 1938 — 936, в 1949 — 644, в 1958 — 548, в 1970 — 405, в 1979 — 271, в 1989 — 171, в 2002 — 164 (русские 91 %), 154 — в 2010.